# Euphronarcha
Euphronarcha là một chi bướm đêm thuộc họ Geometridae.

## Các loài
- Euphronarcha coundularia Bastelberger 1907
- Euphronarcha disperdita Walker 1860
- Euphronarcha epiphloea (Turner, 1926)
- Euphronarcha hemipteraria Guenée 1857
- Euphronarcha leptodesma (Meyrick, 1892)
- Euphronarcha luxaria (Guenée, 1857)